# Longicaudus kumauni
Longicaudus kumauni är en insektsart. Longicaudus kumauni ingår i släktet Longicaudus och familjen långrörsbladlöss. Inga underarter finns listade i Catalogue of Life.